# ザ・クッカー
『ザ・クッカー』（The Cooker）は、アメリカ合衆国のジャズ・トランペット奏者、リー・モーガンが1957年に録音・1958年に発表したスタジオ・アルバム。

## 解説
「チュニジアの夜」は、ディジー・ガレスピーが共同作曲者の一人であるスタンダード・ナンバーのカヴァーで、モーガンは本作の録音以前にも、ガレスピー率いるビッグバンドの一員として、同曲のライブ録音を何度か残している。モーガンの過去のアルバムでは、主にベニー・ゴルソンの作った曲が取り上げられてきたが、本作には「ヘヴィー・ディッパー」と「ニュー・マ」という、レコード上では初となるモーガンのオリジナル曲が収録された。
本作でピアノを弾いたボビー・ティモンズは、後にモーガンと共にアート・ブレイキー率いるザ・ジャズ・メッセンジャーズのメンバーとなる。
スコット・ヤナウはオールミュージックにおいて5点満点中3.5点を付け「モーガンは年齢を考えれば見事な演奏（この時点でディジー・ガレスピーやマイルス・デイヴィスに惜しくも及ばないという程度）により、本作を掘り出し物の作品としている」と評している。

## 収録曲
1. チュニジアの夜 - "A Night in Tunisia" (Dizzy Gillespie, Frank Paparelli) - 9:25
2. ヘヴィー・ディッパー - "Heavy Dipper" (Lee Morgan) - 7:07
3. ジャスト・ワン・オブ・ゾーズ・シングス - "Just One of Those Things" (Cole Porter) - 7:18
4. ラヴァー・マン - "Lover Man" (Jimmy Davis, Ram Ramirez, James Sherman) - 6:52
5. ニュー・マ - "New-Ma" (L. Morgan) - 8:13

## 参加ミュージシャン
- リー・モーガン - トランペット
- ペッパー・アダムス - バリトン・サクソフォーン
- ボビー・ティモンズ - ピアノ
- ポール・チェンバース - ベース
- フィリー・ジョー・ジョーンズ - ドラムス